# Otto Joachim Moltke
Otto Joachim greve Moltke (født 11. juni 1770 i Moltkes Palæ, København, død 1. februar 1853 på Espe) var en dansk godsejer og gehejmestatsminister.

## Baggrund
Han var en af Adam Gottlob Moltkes mange børn. 1788 blev han juridisk kandidat fra Københavns Universitet og foretog derefter en rejse til Frankrig, hvor han blev vidne til den store revolutions udbrud. Han begyndte sin embedsbane 1798 i Norge som amtmand i Bratsberg Amt. 1800 udnævntes han til stiftamtmand i Christianssands Stift og amtmand i Nedenæs Amt. Derefter beklædte Moltke fra 1804-13 stillingen som direktør i Rentekammeret. I december 1813 stilledes han som præsident i spidsen for Det slesvig-holsten-lauenborgske Kancelli og kom således til at beklæde en af de vigtigste og vanskeligste poster i staten.

## Udfordret af slesvig-holstenismen
Efter det Napoleonske kejserdømmes fald og det tyske Forbunds grundlæggelse begyndte den slesvig-holstenske bevægelse inden for det danske monarki, og Moltke var i kraft af sin stilling den, der nærmest var kaldet til at gøre front mod hin. Det slesvig-holstenske ridderskabs bestandige deputation optrådte, skønt den kun var en privat og økonomisk korporation, som statsretlig repræsentation for hertugdømmet Holsten. Under henvisning til den tyske forbundsakts 13. artikel forlangte deputationen indførelsen af en stænderforfatning for Holsten og krævede denne endog udvidet til Hertugdømmet Slesvig. Kong Frederik VI gav, i overensstemmelse med sin absolutistiske tænkemåde og den daværende reaktionære strømning i Europa, kun langsomt efter for fordringen om en stænderinstitution. Kravet om forfatningsfællesskab for de 2 hertugdømmer afviste han. 19. august 1816 udnævnte kongen en af 10 mænd bestående kommission, der skulle afgive betænkning om et kongeligt forfatningsudkast for Holsten. Moltke var medlem af denne kommission, der først i juni 1819 blev færdig med sin betænkning, som dog ikke kom til at få nogen praktisk betydning. Moltke skred umiddelbart ind mod den slesvig-holstenske teori, da det holstenske ridderskab i november 1822 henvendte sig med en klage til den tyske Forbundsdag. Ridderskabet gjorde i hin ikke blot fordring på, at "den i virksomhed værende Stænderforfatning for Holsten" skulle anerkendes, men at den også skulle udstrækkes til Slesvig. I en skrivelse af 28. januar 1823 til udenrigsminister Niels Rosenkrantz gjorde Moltke gældende, at der hverken fandtes nogen holstensk landdag eller noget forfatningsfællesskab mellem de to hertugdømmer, da dette efter Slesvigs genforening med Danmarks Krone 1721 var blevet en umulighed. I det Forbundsdagen i Frankfurt am Main 27. november 1823 stillede sig på samme standpunkt, afviste den Ridderskabets klage. Imidlertid havde Frederik VI kort forinden nedsat en ny kommission til udarbejdelse af en ny forfatning for hertugdømmet Holsten, og forsædet i denne overdroges Moltke, der 1824 udnævntes til gehejmestatsminister.
Ligesom han var optrådt mod den slesvig-holstenske bevægelse, da denne med ridderskabet som ordfører ytrede sig i en aristokratisk form, således stillede han sig også afvisende over for den, da den af U.J. Lornsen lededes ind i et konstitutionelt spor. Til den holstenske prælat grev Conrad Rantzau skrev således Moltke i november 1830, at kongen aldrig ville tilstede, at Slesvig erholdt en fælles forfatning med Holsten. Personlig udtalte Moltke sig for en særskilt stænderforfatning for hvert af de to hertugdømmer. Ved forordningen af 28. maj 1831 bebudedes indførelsen af rådgivende provinsialstænder i hertugdømmerne Slesvig og Holsten, og 15. maj 1834 udstedtes selve forfatningslovene. Men havde Moltke, i det han stillede sig på den danske regerings standpunkt, hidtil teoretisk afvist slesvig-holstenismen, så påtog han sig dog samme år medansvaret for den store indrømmelse, Frederik VI faktisk gjorde denne. 15. maj 1834 indførte nemlig kongen en fælles bestyrelse og en fælles højesteret for de to hertugdømmer samt en fælles teologisk og juridisk embedseksamen for disse. Moltkes holdning over for slesvig-holstenismen led altså af den samme halvhed som kongens. Da Christian VIII 1842 udnævnte sin svoger prins Frederik Christian af Augustenborg til statholder i hertugdømmerne, idet kongen troede, at slægtskabshensyn skulle bevæge ham til at bryde med det slesvig-holstenske program, frarådede Moltke udnævnelsen. 30. marts samme år tog Moltke afsked som kancellipræsident og gehejmestatsminister; men hans tilbagetræden stod ikke, hvad man længe har antaget, i umiddelbar forbindelse med overdragelsen af statholderposten til den augustenborgske prins. Bevæggrunden til hans afgang må søges i tiltagende svagelighed og tungsindighed, af hvilken sidste han havde lidt siden 1824, da han ved et vådeskud på jagten dræbte en bondekarl. Moltke kom dog endnu et par gange til at virke i statslivet. Han deltog nemlig 1847 i de forhandlinger, Christian VIII indledede om en forfatning for det danske monarki, og han blev overordentligt medlem af Statsrådet, som af Frederik VII i januar 1848 fik det hverv at udarbejde et nyt forfatningsudkast for riget. I begge disse tilfælde indtog Moltke et afgjort konservativt standpunkt.

## Hæder
Moltke var 1811 blevet udnævnt til medlem af Postkassepensionsdirektionen, og 1813 fik han sæde i direktionen for den almindelige Enkekasse. Moltke udnævntes 1800 til kammerherre, blev 1810 Kommandør af Dannebrogordenen, fik 1815 Storkorset og blev 1826 Ridder af Elefanten. Moltke, der var ejer af de sjællandske hovedgårde Espe (købt 1810) og Bonderup (købt 1825), døde på den førstnævnte gård 1. februar 1853. Han ægtede 1. (17. juni 1797) Sophie Christiane Sehestedt Juul (d. 1810), 2. (1816) Sophie Henriette Marie von Düring (død 1853). På Espe var digteren Poul Martin Møller lærer for grevens to sønner 1817-18.
Han er begravet i Boeslunde Kirke.
Der findes et portrætmaleri af August Schiøtt på Espe. Litografi derefter af Edvard Westerberg 1860. Også litografi fra Em. Bærentzen & Co. Portrætteret af J.V. Gertner på maleri af Christian VIII's kroning (De Danske Kongers Kronologiske Samling).